# Sazenhofen

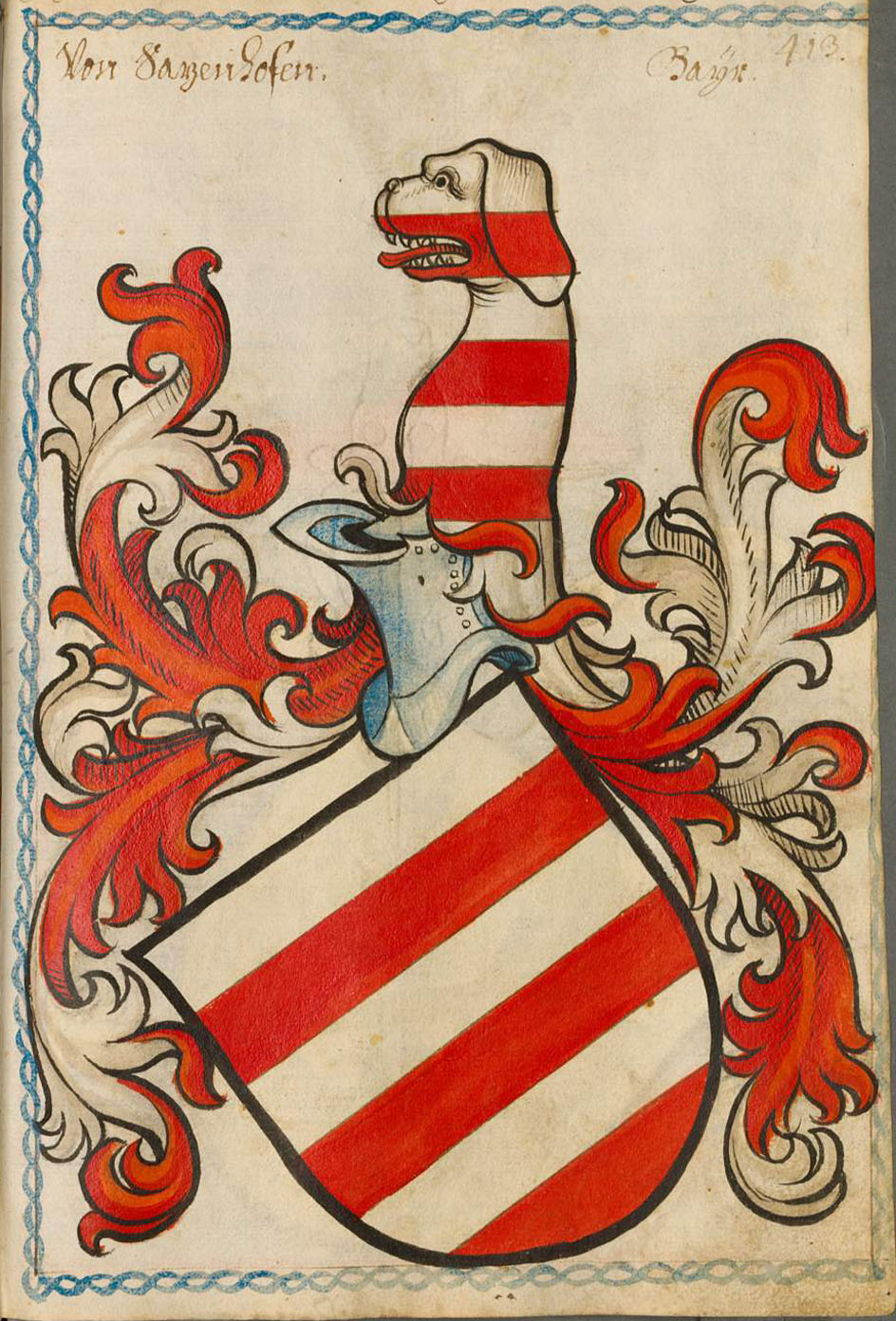
Wappen aus dem Scheiblerschen Wappenbuch

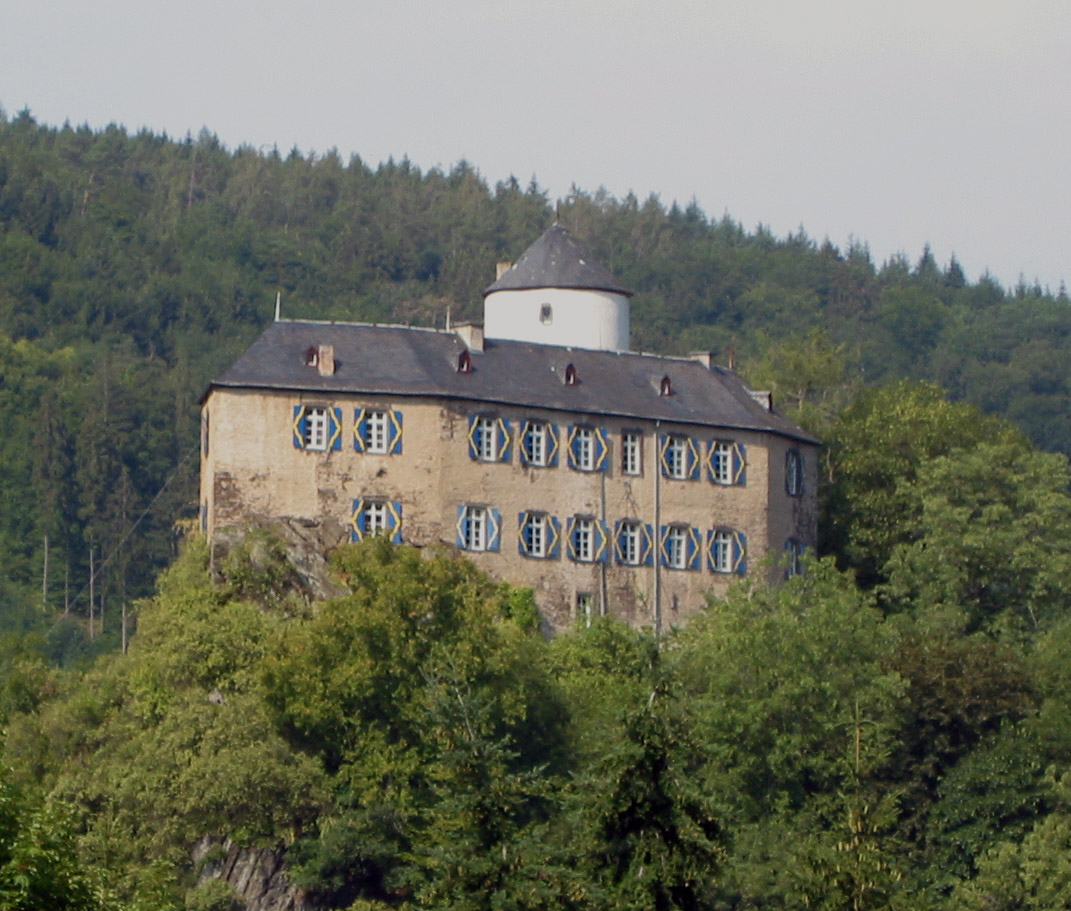
Burg Kreuzberg von Westen (2006)

Sazenhofen (auch Satzenhofen) ist der Name eines alten ursprünglich niederbayerischen Adelsgeschlechts. 

## Geschichte

### Ursprung und Nobilitierung
Als erster urkundlich nachweisbarer Vertreter des Geschlechts erschien im Jahre 1164 „Gissilolt de Saczenhoven“. Er wurde als Zeuge in einer Urkunde des Klosters Schäftlarn im Isartal genannt. Später ließen sich Angehörige der Familie neben Niederbayern auch in der Oberpfalz, hauptsächlich in der Umgebung von Regensburg nieder. Im Bistum Regensburg wurde ihnen die Kämmererwürde übertragen. 
Im 15. Jahrhundert besaß das Geschlecht die Herrschaft Fuchsberg (heute eine Gemarkung der Gemeinde Teunz). Dort bildete sich eine Hauptlinie, die noch besteht, während die Linien zu Miesbach-Oedt, zu Wildenau-Plößberg und Püchersreuth-Pertolzhofen wieder erloschen sind. 
Im Jahre 1717 erhielt die Familie ein Reichsfreiherrendiplom und ein Teil der Linie Püchersreuth-Pertolzhofen 1732 wurde in den Grafenstand versetzt. Der Zweig Rothenstadt der Linie Fuchsberg wurde 1815 in die Freiherrenklasse der Adelsmatrikel im Königreich Bayern eingetragen.

### Besitz

#### Oberpfalz – Hofmark Wildenau und Plößberg
Die Familie von Sazenhofen kam 1653 mit Christoph Albrecht von Sazenhofen an Burg und Hofmark Wildenau und war in deren Besitz bis zum Aussterben der Linie 1782. 
Christoph Adam von Sazenhofen bzw. seine Gemahlin Anna Renate Gräfin von Götz aus Böhmen gelten als Stifter der Kapelle St. Thaddäus 1709. Die Wildenau benachbarte Hofmark Plößberg verkauften die Sazenhofener am 20. März 1711 an Johann Christoph Erdmann von Lindenfels auf Thumsenreuth. Christoph Adam zog mit seiner Frau auf die offenbar lukrativeren böhmischen Güter.

#### Burg Kreuzberg
Über die älteste Tochter des Freiherrn Wilhelm Wierich Dietrich von Bernsau zu Schweinheim. Maria Anna, kam die Burg Kreuzberg an deren Ehemann Graf Carl Martin Ferdinand von Sazenhofen. Das Paar ließ 1760 den Wohnbau der Burg neu errichten. Zu jener Zeit existierte auch ein Bau an der Südseite der Kernburg, der auf einer Tuschezeichnung des wallonischen Künstlers Renier Roidkin von 1725 deutlich zu sehen ist.

#### Weitere Besitzungen in der Oberpfalz
Besitzungen sind in Michelsneukirchen, Plößberg, Treffelstein, Wildenau, Rötz und Sengersberg zu finden. Die Familie von Sazenhofen hat auf der Keckenburg, auf dem Gelände einer alten Wallanlage, bei Weiden in der Oberpfalz im Ortsteil Rothenstadt eine neugotische Gruftkapelle von 1863 errichtet.

## Wappen
Blasonierung: Das Stammwappen zeigt in Silber drei rote Balken; auf dem Helm ist ein silberner, dreimal rotgestreifter Brackenrumpf; die Helmdecken sind rot-silbern.

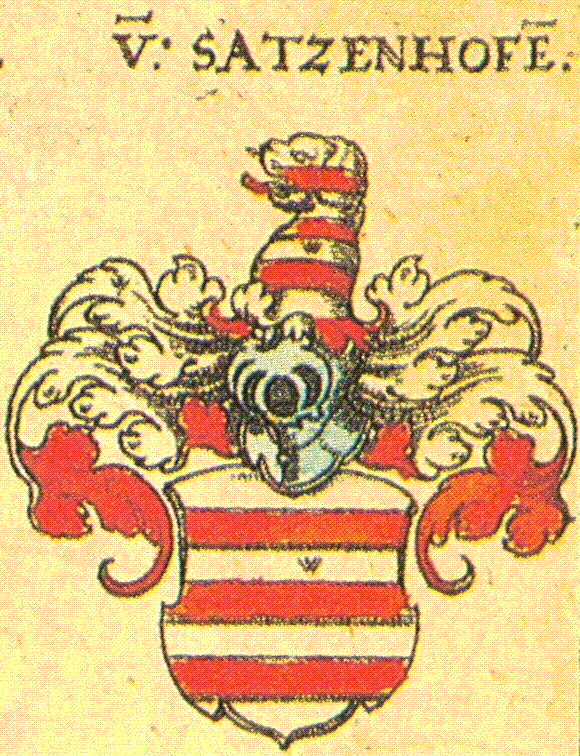
Wappen in Siebmachers Wappenbuch von 1605
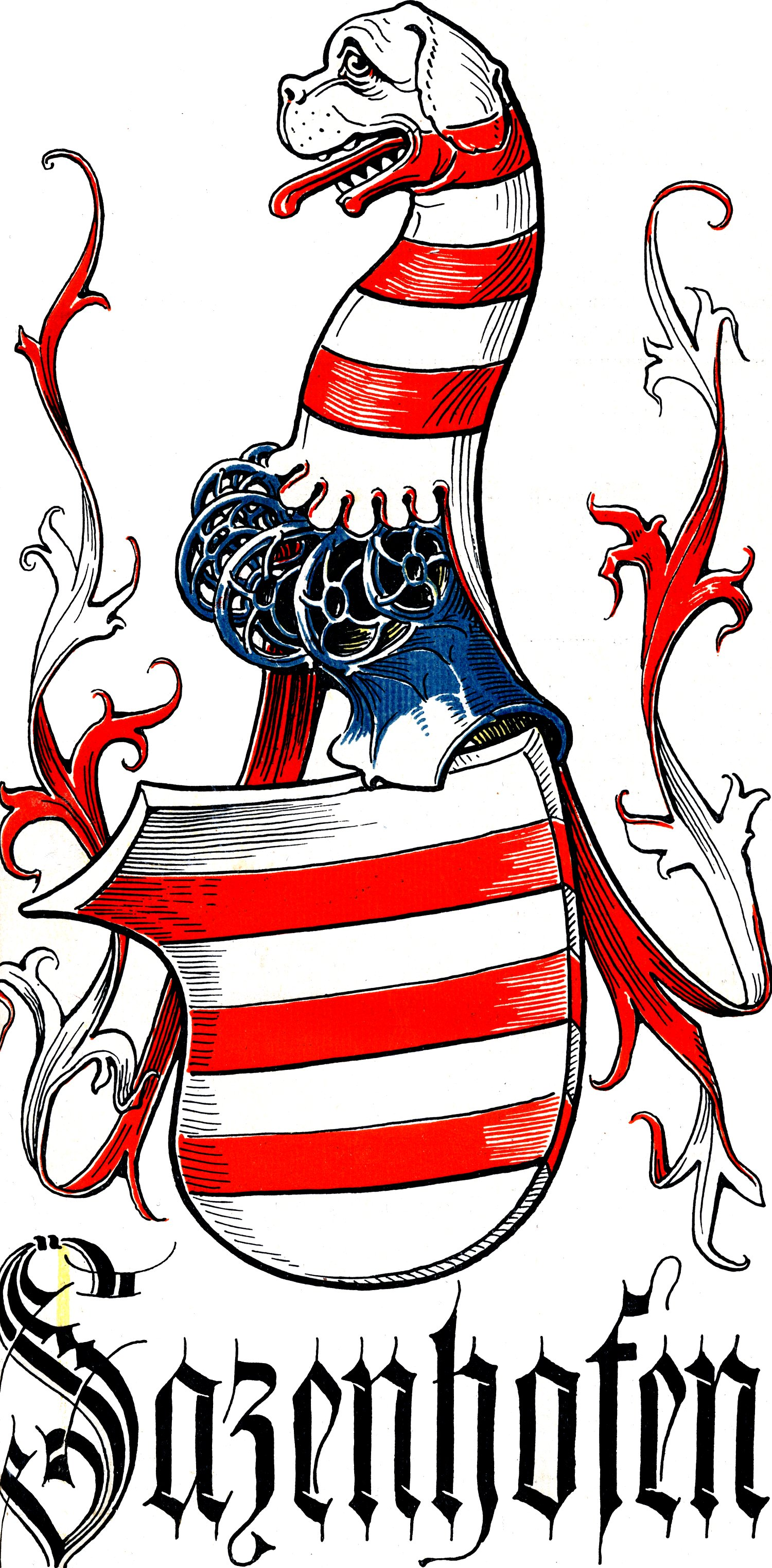
Wappengrafik von Otto Hupp im Münchener Kalender von 1928

Die roten Balken auf silbernen Grund aus dem Familienwappen erscheinen noch heute in einigen oberpfälzischen Gemeindewappen.

Gemeindewappen von Treffelstein
Gemeindewappen von Teunz

## Bekannte Familienmitglieder
- Franz Sigismund Friedrich Graf von Satzenhofen auf Berzoldzhofen und Bettendorf († 28. März 1748 mit 64 Jahren), Landkomtur der Deutschordensballei Franken des Deutschen Ordens (1744–1748), Bautätigkeiten wie Rathaus oder Ausbau der Schlosskirche in Ellingen
- Hans Sazenhofer auf Frauenstein, Teilnehmer an der Schlacht bei Hiltersried unter Johann von Pfalz-Neumarkt am 21. September 1433 gegen die Hussiten
- Caroline von Satzenhofen (1728–1785), Äbtissin des Vilicher Damenstiftes, seit 1760 Beziehung zu Caspar Anton von Belderbusch (siehe auch Schloss Miel)
- Maximilian von Sazenhofen (1829–1913), bayerischer General der Kavallerie
- Anna von Sazenhofen (1874–1948), Schriftstellerin, Schwiegertochter von Maximilian von Sazenhofen(?)
- Eduard von Sazenhofen (1831–1917), Gutsbesitzer und Reichstagsabgeordneter